# NGC 787
NGC 787 ist eine Spiralgalaxie vom Hubble-Typ Sb im Sternbild Walfisch südlich des Himmelsäquators. Sie ist schätzungsweise 211 Millionen Lichtjahre von der Milchstraße entfernt und hat einen Durchmesser von etwa 155.000 Lj.
Im selben Himmelsareal befinden sich u. a. die Galaxien NGC 747, NGC 767, NGC 809, NGC 811.
Das Objekt wurde am 27. Februar 1865 von dem deutsch-amerikanischen Astronomen Christian Heinrich Friedrich Peters entdeckt.